# Dick's Picks Volume 1
Dick's Picks Volume 1 è un album dal vivo del gruppo rock statunitense Grateful Dead, pubblicato nel 1993.

## Tracce

### Disco 1
1. Here Comes Sunshine
2. Big River
3. Mississippi Half-Step Uptown Toodeloo
4. Weather Report Suite
5. Big Railroad Blues
6. Playing in the Band

### Disco 2
1. He's Gone
2. Truckin'
3. Nobody's Fault but Mine
4. Jam
5. The Other One
6. Jam
7. Stella Blue
8. Around and Around

## Formazione
- Jerry Garcia – chitarra, voce
- Bob Weir – chitarra, voce
- Phil Lesh – basso, voce
- Bill Kreutzmann – batteria
- Keith Godchaux – tastiera